# حاسبوا منه (مسلسل)
حاسبوا منه هو مسلسل مصري من إنتاج 2007 بطولة أحمد بدير ، شيرين ، حجاج عبد العظيم ، أحمد راتب , نيرة عارف من تأليف مجدي الإبياري وإخراج إبراهيم الشقنقيري.